# Æthelred, Earl of Fife
Æthelred, Earl of Fife († vor 1107) war ein schottischer Adliger.

## Leben
Æthelred war der dritte oder vierte Sohn des schottischen Königs Malcolm III. und von dessen Frau Margareta. Über sein Leben ist nur wenig bekannt. Nach einer später erstellten Urkunde gilt er als erster Earl of Fife und soll um 1095 den Culdeer von Loch Leven Besitzungen in Fife übergeben haben. Möglicherweise war er jedoch kein Earl im späteren Sinne, sondern bezog nur zeitweise Einkünfte aus Fife, da er zugleich auch Abt von Dunkeld gewesen sein soll. Vielleicht hat der Schreiber der Urkunde sogar Fife mit einer anderen Region verwechselt, was aber als unwahrscheinlich gilt.
Æthelreds Lebensdaten sind unbekannt. Vor 1107 erhielt Constantine Macduff seine Besitzungen und wird als Earl of Fife bezeichnet.